# Schloss Niederabsdorf
Schloss Niederabsdorf ist eine ehemalige Schlossanlage in der Ortschaft Niederabsdorf der Gemeinde Ringelsdorf-Niederabsdorf im Bezirk Gänserndorf in Niederösterreich. Die Reste des Schlosses stehen unter Denkmalschutz (Listeneintrag).

## Lagebeschreibung
Die Reste des Schlosses stehen erhöht im Norden der Ortschaft Niederabsdorf. Die Kirche wurde gemeinsam mit der Pfarrkirche als wehrhafte Anlage auf dem ehemaligen Hausberg der Ortschaft errichtet. Vom Schloss selbst ist nur noch der Meierhof erhalten.

## Geschichte
Das Schloss Niederabsdorf wird 1045 erstmals urkundlich erwähnt. Ursprünglich war es ein Herrschaftsbesitz des Klosters Niederaltaich. Ab 1406 übernahm die Familie Liechtenstein die Herrschaft als Vögte und ab 1575 als Herrschaft. Mit kurzen Unterbrechungen ist die Anlage bis heute im Besitz der Familie Liechtenstein und bildete einen wichtigen Zufluchtsort. Anfang des 19. Jahrhunderts wurde der Torturm gebaut. 1844 erfolgte der Umbau zur Zuckerfabrik.  Heute dient es als Wirtschaftshof. Der Westflügel wurde durch eine Siloanlage ersetzt.

## Architektur
Das ehemalige Schloss ist eine vierflügelige Anlage um einen Rechteckhof. Die Anlage ist durchgehend zweigeschoßig. Der zentral in der Hauptachse liegende Torturm ist flach gedeckt und fünfgeschoßig. Durch den Torturm geht eine Durchfahrt mit Korbbogenportal. Die Fassade ist schlicht gehalten, die Ecken sind durch geputzte Eckquaderung akzentuiert. Unterhalb des Daches ist ein Kordongesims. Die Fassaden sind zum Teil schmucklos und ungegliedert sowie teilweise verändert.
Im Inneren sind überwiegend Speicherräume.